# Боруцин (Західнопоморське воєводство)
Боруцин (пол. Borucin, нім. Marquardsmühl) — село в Польщі, у гміні Камень-Поморський Каменського повіту Західнопоморського воєводства.
Населення — 45 осіб (2011).
У 1975-1998 роках село належало до Щецинського воєводства.

## Демографія
Демографічна структура станом на 31 березня 2011 року:
|          | Загалом | Допрацездатний вік | Працездатний вік | Постпрацездатний вік |
| -------- | ------- | ------------------ | ---------------- | -------------------- |
| Чоловіки | 21      | 3                  | 17               | 1                    |
| Жінки    | 24      | 5                  | 16               | 3                    |
| Разом    | 45      | 8                  | 33               | 4                    |